# 48ª Squadriglia
La 48ª Squadriglia del Servizio Aeronautico del Regio Esercito dall'aprile 1916 volava con aerei Farman 14.

## Storia

### Prima guerra mondiale
Il 15 aprile 1916 nel cambio dei nomi di tutte le squadriglie l'8ª Squadriglia per l'artiglieria su Farman 14 del Capitano osservatore Goffredo Maurel di Comina (Friuli-Venezia Giulia) per la 4ª Armata (Regio Esercito) diventa 48ª Squadriglia e dal 30 aprile passa nel VII Gruppo (poi 7º Gruppo Autonomo Caccia Terrestre) e va all'aeroporto di San Pietro al Campo (poi Aeroporto di Belluno) con 8 piloti e 6 osservatori a cui il Sottotenente Piero Ferretti.
A giugno transita su Caudron G.4 bimotore che era più adatto a sorvolare le montagne sopra i 3.000 metri e l'11 luglio cede una Sezione Farman alla 47ª Squadriglia e dopo due settimane l'altra Sezione Farman alla 46ª Squadriglia.
Sempre a luglio esce dal VII Gruppo passando agli ordini diretti del Comando di Artiglieria della 4ª Armata.
A settembre arrivano i Tenenti Aldo Finzi (politico) e Natale Palli ed il 26 dicembre il comando passa al Cap. osservatore Felice Porro.
Nel 1916 ha svolto quasi 90 voli di guerra.
Il 1º gennaio 1917 dispone di 7 piloti tra cui il Sergente Giuseppe Ghislanzoni e 9 osservatori, a primavera rientra nel VII Gruppo ed a maggio passa nel XII Gruppo (poi 12º Gruppo caccia) per la 4ª Armata.
All'inizio di giugno manda la 2ª Sezione a Feltre per quasi 2 mesi e l'11 settembre il comando passa al Cap. osservatore Vittorio Giovine.
Il 25 ottobre 4 aerei tra cui il Tenente Piero Massoni bombardano baraccamenti in Val di Rienza e dopo la Battaglia di Caporetto ripiega all'inizio di novembre a Casoni di Mussolente e Santa Giustina (Italia) ed il 18 novembre a Castello di Godego.
A fine anno dispone di 9 osservatori e 7 piloti. 
Nel 1917 ha svolto 224 missioni di guerra.
Il 1º febbraio 1918 il reparto è destinato alla ricognizione strategica ed il 21 aprile il comando interinale passa al Ten. osservatore Umberto Fanton che il 13 maggio muore in un incidente di volo su Pomilio PE ed il comando interinale va al Ten. Ribelle Laghini.
A fine maggio riceve dalla 132ª Squadriglia e dalla 133ª Squadriglia i primi PE ed il 10 giugno torna al comando il Cap. Giovine.
Il 18 giugno 4 aerei partecipano ad un bombardamento a bassa quota sulle truppe sul Piave, il 19 giugno 9 bombardamenti lanciando 117 bombe ed altrettanto il 20 giugno quando un PE viene colpito dai caccia atterrando in emergenza sull'Aeroporto di Istrana.
Dal 1º luglio con 7 osservatori e 3 piloti passa sotto il II Gruppo (poi 2º Gruppo volo) ricevendo i PE dalla 132ª e dalla 133ª che vengono chiuse e l'11 luglio il comando possa al Cap. osservatore Fabio Jannoni Sebastianini.
Nella tarda estate dispone di 7 piloti e 10 osservatori ed il 20 ottobre passa sotto la 12ª Armata francese con una Sezione SAML fornita dalla 21ª Squadriglia di collegamento con le fanterie ed una Sezione caccia di 4 Hanriot HD.1 con il Capitano Vincenzo Velardi ed altri 3 piloti.
Il 4 novembre dispone di 7 aerei operativi ed una Sezione di 4 Hanriot.
Nel 1918 ha svolto 180 voli di guerra e nel conflitto 494 voli di guerra.
Viene chiusa il 25 novembre 1918 ed il 7 dicembre va al Centro Formazione Squadriglie di Torino.

### Seconda guerra mondiale
Al 10 giugno 1940 era all'Aeroporto di Aviano con 5 Fiat B.R.20 nel XXXVII Gruppo del Magg. Pietro Lauri Filzi del 18º Stormo Bombardamento Terrestre della 1ª Squadra aerea. All'8 settembre 1943 era nel XXXVII Gruppo del 45º Stormo Trasporti Aerei all'Aeroporto di Rimini-Miramare per il Comando servizi aerei speciali.